# Eber Ampugnani
Eber Ampugnani, właśc. Carlos Eber Ampugnani (ur. 17 kwietnia 2001 w General Campos) – argentyński żużlowiec.

## Życiorys
W pierwszych latach kariery startował jedynie w turniejach rozgrywanych w Argentynie. Wystąpił m.in. w Indywidualnych mistrzostwach Argentyny rozgrywanych na przełomie 2018 i 2019 roku. Startował w eliminacjach do IMŚJ 2021, w których zdobył 3 punkty (1,1,0,0,1). 6 lutego 2022 przypieczętował zdobycie srebrnego medalu Indywidualnych mistrzostw Argentyny 2021/2022. 
Kariera Argentyńczyka nabrała rozpędu, gdy dostał możliwość w eliminacjach do Grand Prix 2 2022 rozgrywanych w słoweńskim Kršku. Ampugnani zdobył w nich 9 punktów (3,3,1,1,1) i zajął szóste miejsce. Nie dało mu to awansu do cyklu, jednak organizatorzy przyznali mu miejsce na liście stałych rezerwowych. Z uwagi na fakt, że reprezentantów Argentyny na próżno szukać w międzynarodowych turniejach żużlowych, zawodnik przykuł uwagę kibiców, a 10 maja 2022 został zawodnikiem Unii Tarnów. Dwa dni później zadebiutował w rozgrywkach o drużynowe mistrzostwo Polski juniorów. Wystartował w sześciu biegach, w których zdobył 9 punktów (1,3,3,1,d,1).

## Przynależność klubowa
Liga polska
- Unia Tarnów (2022)